# Paesi Bassi ai VI Giochi olimpici invernali
I Paesi Bassi parteciparono ai VI Giochi olimpici invernali, svoltisi a Oslo, Norvegia, dal 14 al 25 febbraio 1952, con una delegazione di 11 atleti impegnati in tre discipline.

## Medagliere

### Per discipline
| Sport                   | Oro | Argento | Bronzo | Totale |
| ----------------------- | --- | ------- | ------ | ------ |
| Pattinaggio di velocità | 0   | 3       | 0      | 3      |
| Totale                  | 0   | 3       | 0      | 0      |

### Medaglie
| Medaglia | Atleta               | Sport                   | Evento           |
| -------- | -------------------- | ----------------------- | ---------------- |
| Argento  | Willem van der Voort | Pattinaggio di velocità | 1500 m maschile  |
| Argento  | Kees Broekman        | Pattinaggio di velocità | 5000 m maschile  |
| Argento  | Kees Broekman        | Pattinaggio di velocità | 10000 m maschile |